# Église de l'Assomption de la Bienheureuse Vierge Marie de Bielawa
La cathédrale de la Protection-de-la-Sainte-Vierge-Marie, est une église catholique située en Pologne dans la ville de Bielawa.
Sa flèche est l'une des plus hautes parmi les édifices religieux de Pologne.

## Historique
Conçue par l'architecte Alexis Langer, la construction de l'église a commencé en 1868 et s'est terminée en 1876.

## Dimensions
Les dimensions de l'édifice sont les suivantes ;

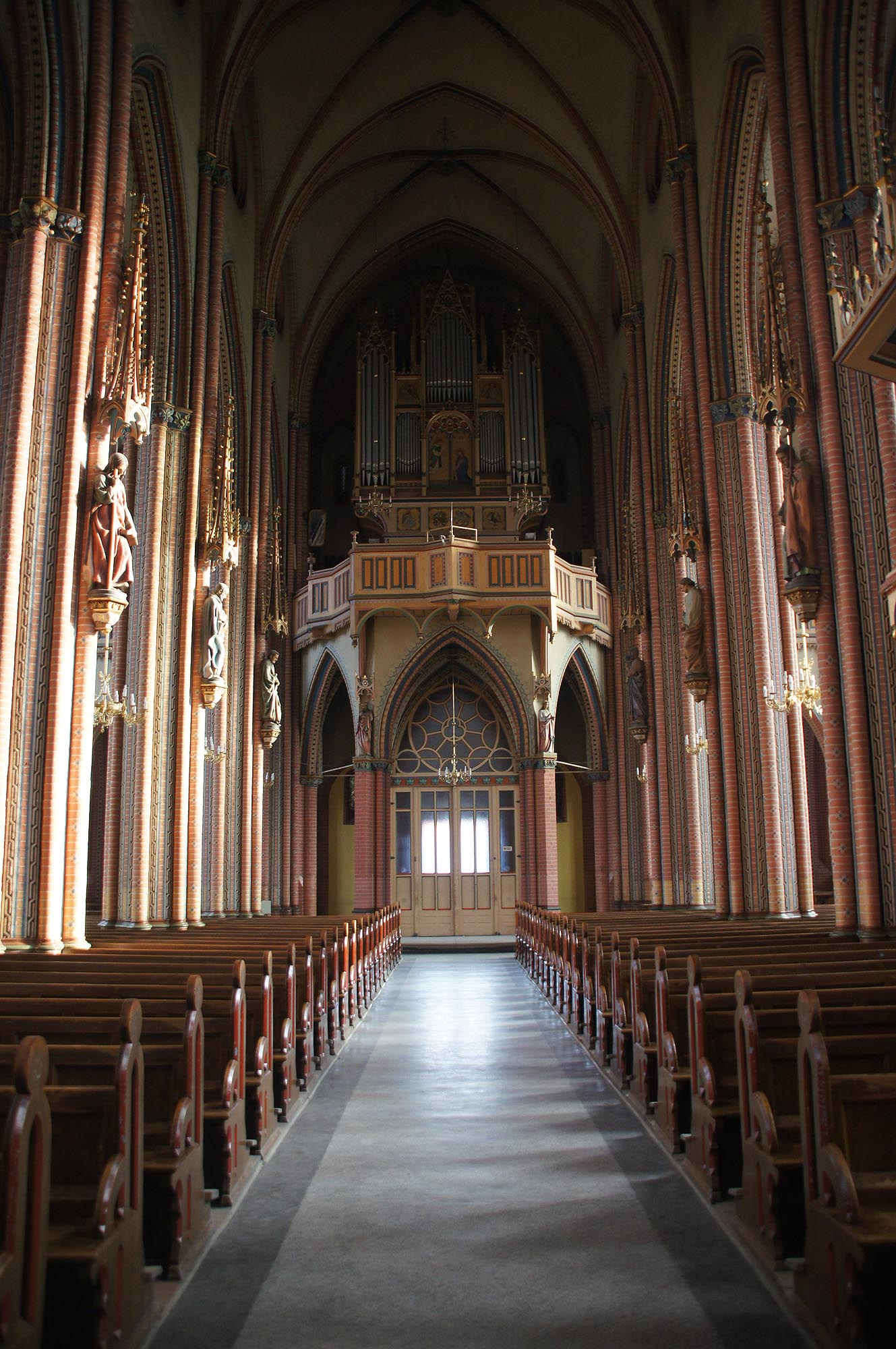
Intérieur de l'église

- Hauteur sous voûte ; 20 m
- Longueur ; 60 m
- Hauteur de la tour ; 101 m